# 舟橋村商工会
舟橋村商工会（ふなはしむらしょうこうかい）は、主に富山県中新川郡舟橋村内に事業所をおく企業・団体で運営されていた商工会。2009年4月1日に立山町商工会と合併し「立山舟橋商工会」となったことで消滅した。

## 概要
いずれも廃止時点のもの
- 所在地:富山県中新川郡舟橋村竹内602（舟橋村立図書館2階）
- 会員数:55会員
- 職員数:1人

## 沿革
- 1966年11月21日 設立。
- 1976年11月 女性部を設立。
- 1982年10月14日 青年部を設立。
- 2008年6月25日 立山舟橋商工会合併協議会を設立。
- 2008年11月5日 立山舟橋商工会合併契約に調印。
- 2009年3月30日 県庁特別室において合併認可証交付式が行われる。
- 2009年4月1日 立山舟橋商工会が発足。

## 組織
- 総会、理事会、部会、委員会
- 青年部、女性部

## 関連団体
- 富山県商工会連合会